# Emil Krebs
Pour les articles homonymes, voir Krebs.
Emil Krebs (né le 15 novembre 1867 à Fribourg-en-Silésie, mort le 31 mars 1930 à Berlin) est un hyperpolyglotte allemand, le fils d’un maître menuisier. Les sources les plus crédibles indiquent qu’il maîtrisait 68 langues, à l'écrit comme à l'oral, et en a étudié également 120 autres.

## Biographie
À l’âge de 7 ans, Krebs a trouvé un vieux journal, écrit dans une langue qui lui était inconnue. Son professeur d’école lui a dit que c’était un journal français. Par plaisanterie, il lui a donné un dictionnaire franco-allemand, que Krebs a appris au bout de quelques mois. Il fréquentait l’école à Freiburg, ensuite, il est passé au Collège de Schweidnitz, où il apprenait le français, le latin, le grec, et l’hébreu.
Ayant passé son baccalauréat en 1887, il maîtrisait déjà 12 langues (y compris le grec ancien, le néo-grec, le turc, l’arabe, le polonais). Après un semestre d’études théologiques à l’Université de Wroclaw (al. Breslau), il a commencé à étudier le droit à l’Université de Berlin. À Leipzig, Krebs a trouvé une annonce du Séminaire des Langues Orientales de Berlin. On y a constaté ses aptitudes extraordinaires pour les langues, et à ce moment, il s’est voué aux langues asiatiques. Il a passé l’épreuve générale de droit et il s’est enregistré auprès des services diplomatiques.
En 1893, Krebs est parti pour l’Extrême-Orient. Il a obtenu le poste du traducteur à la légation allemande de Pékin. Lors de son voyage vers la Chine, Krebs apprenait toujours les langues étrangères. Au moment où il séjournait en Chine, il en connaissait déjà 40. Les Chinois l’ont appelé le « dictionnaire ambulant » (walking dictionary). En 1914, il a déclaré maîtriser très bien 33 langues, dont : l’anglais, l’arabe, le bulgare, le chinois, le croate, le tchèque, le danois, le finnois, le français, le grec, le géorgien, l'hindi, l’espagnol, le néerlandais, le japonais, le javanais, le lituanien, le malais, le mandchou, le mongol, le norvégien, l’arménien, le persan, le polonais, le russe, le roumain, le serbe, le siamois, le suédois, le turc, l’ourdou, le hongrois et l’italien.
Après qu’en 1917 l’ambassade allemande a été fermée, Krebs s’est déplacé à l’Agence d’information au sein du Bureau des affaires étrangères. Les employés de cet établissement recevaient une indemnité forfaitaire pour la connaissance des langues étrangères. Krebs a donc informé qu’il maîtrisait plus de 60 langues. Au début, il a été traité comme tricheur, mais finalement, après l’avoir prouvé, il a reçu l’argent.
Krebs s’est marié en 1913. Sa femme était indulgente envers le polyglotte qui s’enfermait souvent dans sa chambre et apprenait de nouvelles langues.
Krebs est mort le 31 mars 1930 des suites d’une attaque cérébrale et a été enterré au cimetière de Südwestkirchhof Stahnsdorf à Berlin. Il avait étudié 120 langues dont 68 qu'il maîtrisait parfaitement. Après sa mort, plus de 3500 volumes de sa collection ont été transmis à la Bibliothèque du Congrès aux États-Unis.
Il apprenait plusieurs langues  étrangères à la fois en s’appuyant sur la recherche des similitudes. Avant de commencer à apprendre une langue, il étudiait l’histoire et la culture de ses locuteurs natifs. Parfois, il travaillait jusqu’à 3h du matin.
Il était connu que Krebs manifestait de l’aversion pour la photographie.

## Anecdotes
Les diverses sources mentionnent de nombreuses anecdotes sur Krebs :
•	Après avoir reçu un formulaire du Séminaire des Langues Orientales de Berlin, Krebs a coché toutes les langues, en ajoutant qu’elles l’intéressent toutes, et il a renvoyé le formulaire. Le questionnaire a été réexpédié avec suggestion, qu’il n’avait pas compris les instructions : il était censé faire son choix. Il leur a répondu, qu’il voulait apprendre toutes les langues. À la deuxième approche, il a été invité à Berlin.
•	Lorsqu’il travaillait en Chine, il a reçu une lettre envoyée par des Mongols, que lui seul savait traduire.
•	Une certaine tribu mongole lui a demandé de traduire des documents historiques écrits en mongol ancien. Krebs a accompli la tâche immédiatement.
•	Lors de son travail, Krebs a croisé un pasteur qui parlait un dialecte chinois qui lui était inconnu. Malgré cela, ils s’entendaient bien.
•	Un jour, un hebdomadaire basque Argia lui est tombé entre les mains. Le journal annonçait la mort en Amérique d’un professeur qui maîtrisait 53 langues. En quelques semaines, Krebs a appris la langue basque et a envoyé une lettre à Argia qui, de son côté, a publié un article sur Krebs intitulé « Jeunes Basques! Prenez exemple sur Emil Krebs! ». Krebs a maîtrisé aussi quatre dialectes basques.
•	Lorsque quelqu'un a lancé une citation de Goethe lors d'une fête, Krebs s'est assis et ne s'est pas levé avant d'avoir traduit la phrase en 40 langues asiatiques, y compris cunéiformes.
•	Krebs a inventé sa propre sténographie spéciale pour prendre ses notes.

## Étude du cerveau
Peu après la mort de Krebs, son cerveau a été transmis à l’Institut de recherche sur le cerveau Kaiser Wilhelm à Berlin. En 2004, trois scientifiques, K. Amunts, A. Schleicher et K. Zilles ont publié une analyse de son cerveau qui a révélé des changements dans la construction de l’aire de Broca responsable du traitement du langage. 
Actuellement, le cerveau se trouve dans la collection de l’Université de Düsseldorf.

## Travaux
En 1919, Krebs a rédigé un traité national pour le gouvernement yougoslave récemment créé.